# Botryoconis saccardoi
Botryoconis saccardoi är en svampart som beskrevs av Syd. & P. Syd. 1906. Botryoconis saccardoi ingår i släktet Botryoconis och familjen Cryptobasidiaceae.   Inga underarter finns listade i Catalogue of Life.